# Committee for Skeptical Inquiry

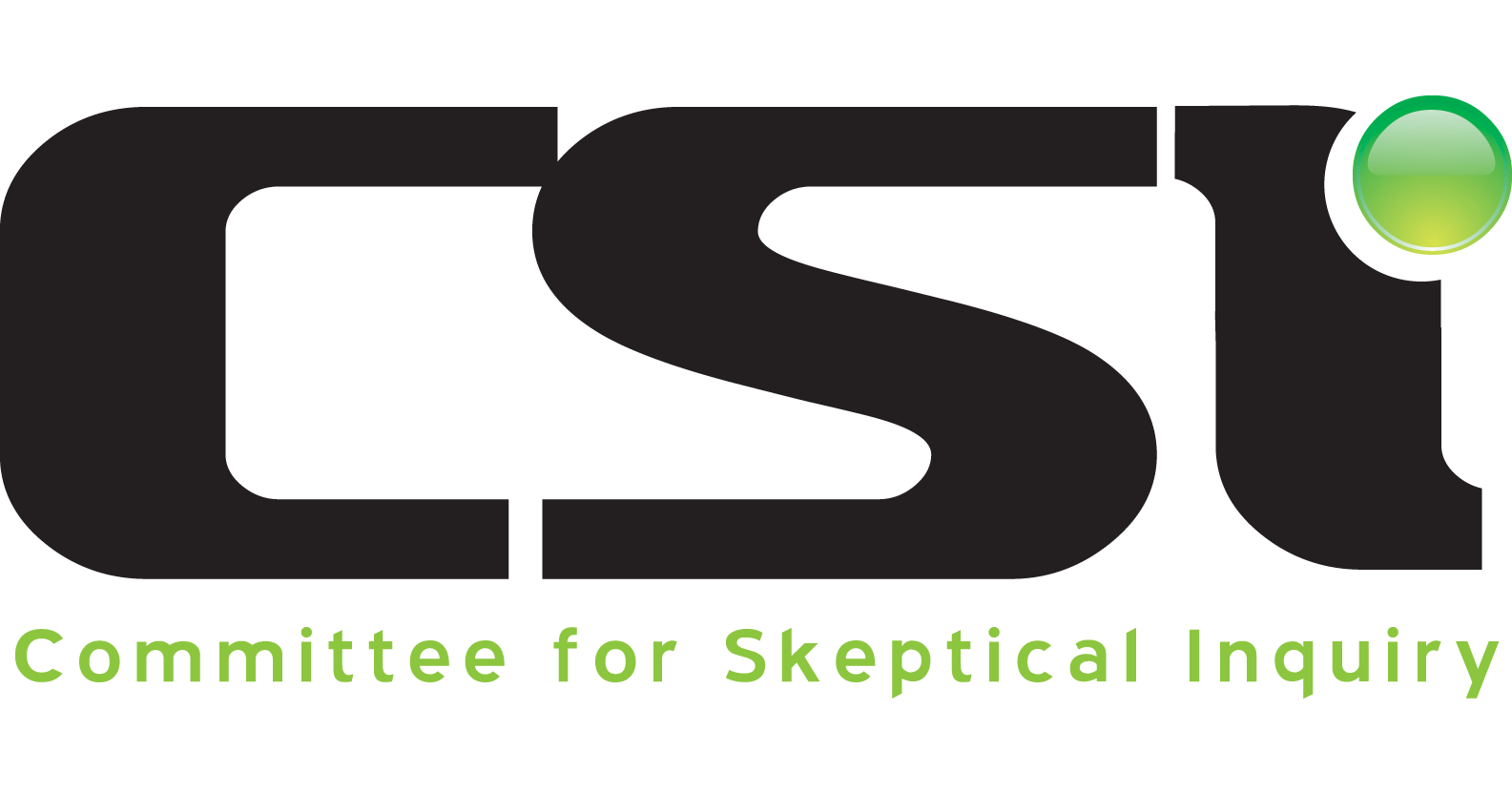
Logo CSI.

Committee for Skeptical Inquiry (CSI) este un program în cadrul organizației americane non-profit Center for Inquiry (CFI) care își propune să „încurajeze investigația critică a afirmațiilor paranormale și a științei marginale din punct de vedere științific și să prezinte comunității științifice și publicului informații concrete despre rezultatele unor asemenea investigații”.
CSI a fost fondat în 1976 de către Paul Kurtz pentru a contracara ceea ce el a considerat ca fiind o acceptare necritică (și uneori sprijin pentru) a informațiilor privind paranormalul atât de către mass-media cât și de către societate în general. Poziția sa filosofică este una de scepticism științific. Printre adepții CSI se pot include oameni de știință notabili, laureați ai Premiului Nobel, filozofi, educatori, autori și celebrități. CSI are sediul central în Amherst, New York.

## Listă de membri
Aceasta este o listă de membri adepți ai Committee for Skeptical Inquiry (din prezent sau din trecut). (* - semnifică că este membru al Consiliului Executiv)
| - George O. Abell - James Alcock* - Marcia Angell - Isaac Asimov - Kimball Atwood IV - Robert A. Baker - Stephen Barrett - Irving Biederman - Susan Blackmore - Bart Bok - Mark Boslough - Henri Brach - Jan Harold Brunvand - Mario Bunge - Robert Todd Carroll - Sean B. Carroll - Milbourne Christopher - Frederick Crews - John R. Cole - K.C. Cole - Francis Crick - Richard Dawkins - L. Sprague de Camp - Geffrey Dean - Cornelis de Jager - Daniel Dennett - Ann Druyan - Paul Edwards - Sanal Edamaruku - Kenneth Feder | - Barbara Forrest - Antony Flew - Andrew Fraknoi - Kendrick Frazier* - Christopher C. French - Yves Galifret - Martin Gardner - Luigi Garlaschelli - Maryanne Garry - Murray Gell-Mann - Thomas Gilovich - Stephen Jay Gould - Susan Haack - Harriet Hall - C.E.M. Hansel - David Helfand - Douglas Hofstadter - Gerald Holton - Ray Hyman* - Leon Jaroff - Stuart D. Jordan - Sergei Kapitsa - Philip J. Klass - Lawrence M. Krauss - Harry Kroto - Ed Krupp - Paul Kurtz - Larry Kusche - Leon Lederman | - Jere H. Lipps - Scott O. Lilienfeld* - Lin Zixin - Elizabeth Loftus - John Maddox - David Marks - Paul MacCready - Mario Mendez-Acosta - Kenneth R. Miller - Marvin Minsky - David Morrison - Richard A. Muller - H. Narasimhaiah - Joe Nickell - Jan Wilem Nienhuys - Steven Novella - Bill Nye - James Oberg - Imgard Oepen - Loren Pankratx - Robert L. Park - Jay Pasachoff - John Allen Paulos - Massimo Pigliucci - Steven Pinker - Phil Plait - Massimo Polidoro | - Anthony Pratkanis - W. V. Quine - Benjamin Radford - James Randi - Milton Rosenberg - Carl Sagan - Wallace Sampson - Amardeo Sarma* - Richard Saunders - Évry Schatzman - Eugenie Scott* - Glenn T. Seaborg - Thomas Sebeok - Elie A. Shneour - Seth Shostak - Simon Singh - B. F. Skinner - Robert Sheaffer - Dick Smith - Robert Steiner - Victor J. Stenger - Karen Stollznow - Jill Tarter - Carol Tavris - Dave Thomas* - Stephen Toulmin - Neil deGrasse Tyson - Marilyn vos Savant - Steven Weinberg - E. O. Wilson - Richard Wiseman - Benjamin Wolozin* - Marvin Zelen |